# كارلوس لوبيز
كارلوس لوبيز (بالإسبانية: Carlos López Huesca)‏ المعروف بـكارليتوس مولود في (12 يونيو 1990 أليكانتي إسبانيا - ) هو لاعب كرة قدم إسباني يلعب كمهاجم لعب سابقاً في نادي الوحدة الإماراتي .

## روابط خارجية
- كارلوس لوبيز على موقع قاعدة بيانات كرة القدم.إي يو (الإنجليزية)
- كارلوس لوبيز على موقع Soccerway.com (الإنجليزية)
- كارلوس لوبيز على موقع عالم كرة القدم.نت (الإنجليزية)